# Chaetopelma altugkadirorum
Chaetopelma altugkadirorum es una especie de araña que pertenece a la familia Theraphosidae (tarántulas), que se encuentra en Turquía (Hatay) y Siria (Ras al-Bassit).